# Suillellus
Suillellus ist eine Pilzgattung aus der Familie der Dickröhrlingsverwandten (Boletaceae).
Die Typusart ist der Netzstielige Hexen-Röhrling (Suillellus luridus).

## Merkmale

### Makroskopische Merkmale
Die Fruchtkörper sind zentral gestielt. Der Hut hat eine glatte oder annähernd glatte, trockene oder leicht schmierige Oberfläche. Die Röhren sind normalerweise frei, klein und gelb. Ihre jung geschlossenen Mündungen sind von Anfang an rot oder orange gefärbt. Sie werden von keinem Velum bedeckt. Der Stiel ist voll und besitzt gewöhnlich eine genetzte oder gepunktete Zeichnung. Das feste Fleisch hat eine weiße oder gelbe Farbe.

### Mikroskopische Merkmale
Die länglich-elliptischen und glattwandigen Sporen erscheinen gelblich-braun und manchmal mit grünen Tönen.

## Ökologie
Suillellus-Arten bilden Ektomykorrhiza mit verschiedenen Laub- und Nadelbäumen.

## Arten
Die Gattung Suillellus umfasst weltweit 11 Arten, von denen 6 in Europa vorkommen bzw. zu erwarten sind.
| Suillellus weltweit |                          |                                                                  |
| \| Deutscher Name \| Wissenschaftlicher Name \| Autorenzitat \| \| ----------------------------- \| ------------------------ \| ---------------------------------------------------------------- \| \| Adonis-Röhrling \| Suillellus adonis \| (Pöder & H. Ladurner 2002) Vizzini, Simonini & Gelardi 2014 \| \| \| Suillellus amygdalinus \| (Thiers 1975) Vizzini, Simonini & Gelardi 2014 \| \| Atlantischer Hexenröhrling \| Suillellus atlanticus \| (Blanco-Dios & G. Marques 2013) Vizzini, Simonini & Gelardi 2014 \| \| Täuschender Hexenröhrling \| Suillellus comptus \| (Simonini 1993) Vizzini, Simonini & Gelardi 2014 \| \| \| Suillellus hypocarycinus \| (Singer 1945) Murrill 1948 \| \| \| Suillellus luridiceps \| Murrill 1946 \| \| Netzstieliger Hexen-Röhrling \| Suillellus luridus \| (Schaeff. 1774) Murrill 1909 \| \| Kurznetziger Hexen-Röhrling \| Suillellus mendax \| (Simonini & Vizzini 2013) Vizzini, Simonini & Gelardi 2014 \| \| \| Suillellus pictiformis \| Murrill 1943 \| \| Glattstieliger Hexen-Röhrling \| Suillellus queletii \| (Schulzer 1885) Vizzini, Simonini & Gelardi 2014 \| |                          |                                                                  |
| Deutscher Name | Wissenschaftlicher Name  | Autorenzitat                                                     |
| Adonis-Röhrling | Suillellus adonis        | (Pöder & H. Ladurner 2002) Vizzini, Simonini & Gelardi 2014      |
| | Suillellus amygdalinus   | (Thiers 1975) Vizzini, Simonini & Gelardi 2014                   |
| Atlantischer Hexenröhrling | Suillellus atlanticus    | (Blanco-Dios & G. Marques 2013) Vizzini, Simonini & Gelardi 2014 |
| Täuschender Hexenröhrling | Suillellus comptus       | (Simonini 1993) Vizzini, Simonini & Gelardi 2014                 |
| | Suillellus hypocarycinus | (Singer 1945) Murrill 1948                                       |
| | Suillellus luridiceps    | Murrill 1946                                                     |
| Netzstieliger Hexen-Röhrling | Suillellus luridus       | (Schaeff. 1774) Murrill 1909                                     |
| Kurznetziger Hexen-Röhrling | Suillellus mendax        | (Simonini & Vizzini 2013) Vizzini, Simonini & Gelardi 2014       |
| | Suillellus pictiformis   | Murrill 1943                                                     |
| Glattstieliger Hexen-Röhrling | Suillellus queletii      | (Schulzer 1885) Vizzini, Simonini & Gelardi 2014                 |

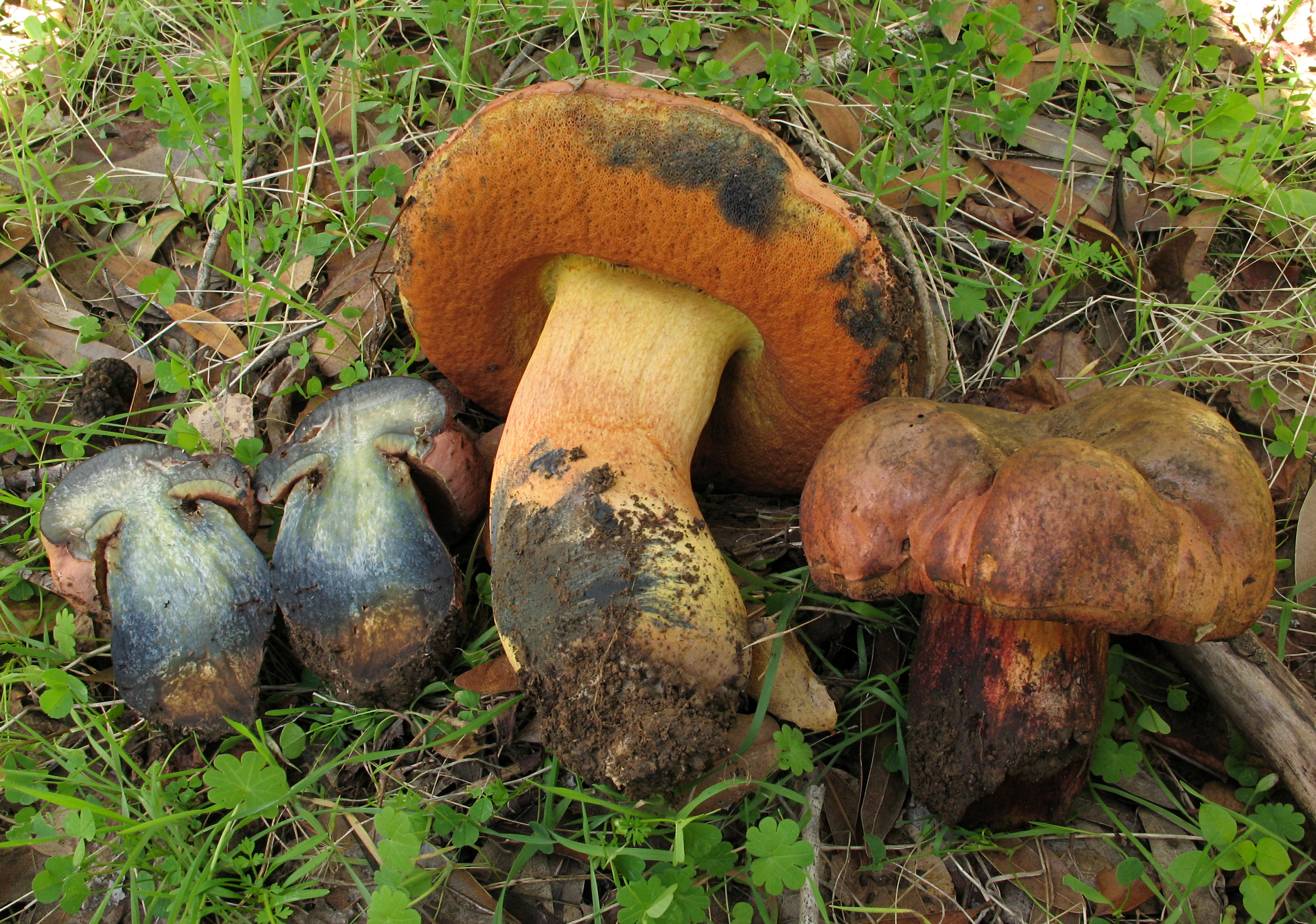
Suillellus amygdalinus
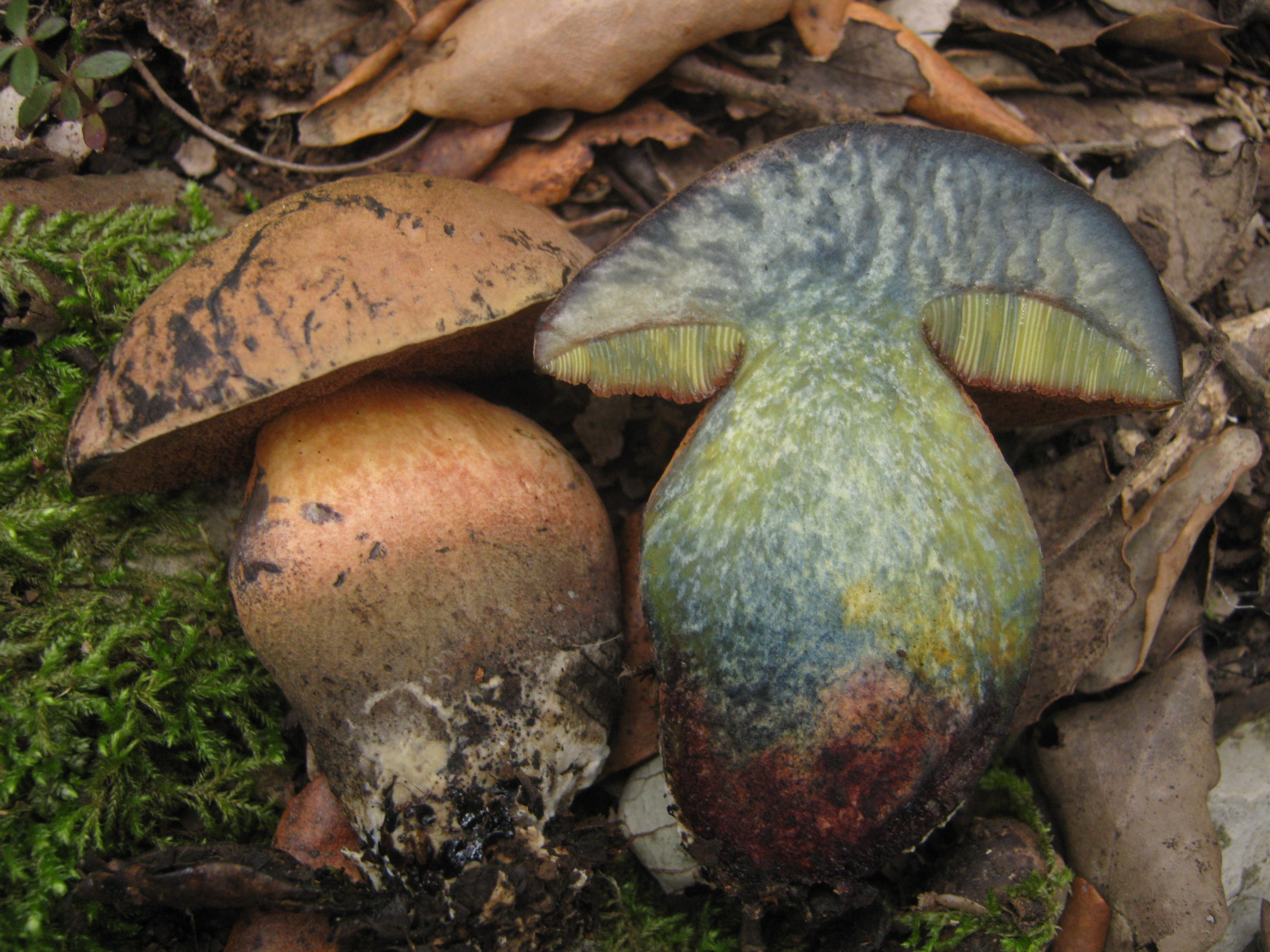
Täuschender Hexenröhrling Suillellus comptus
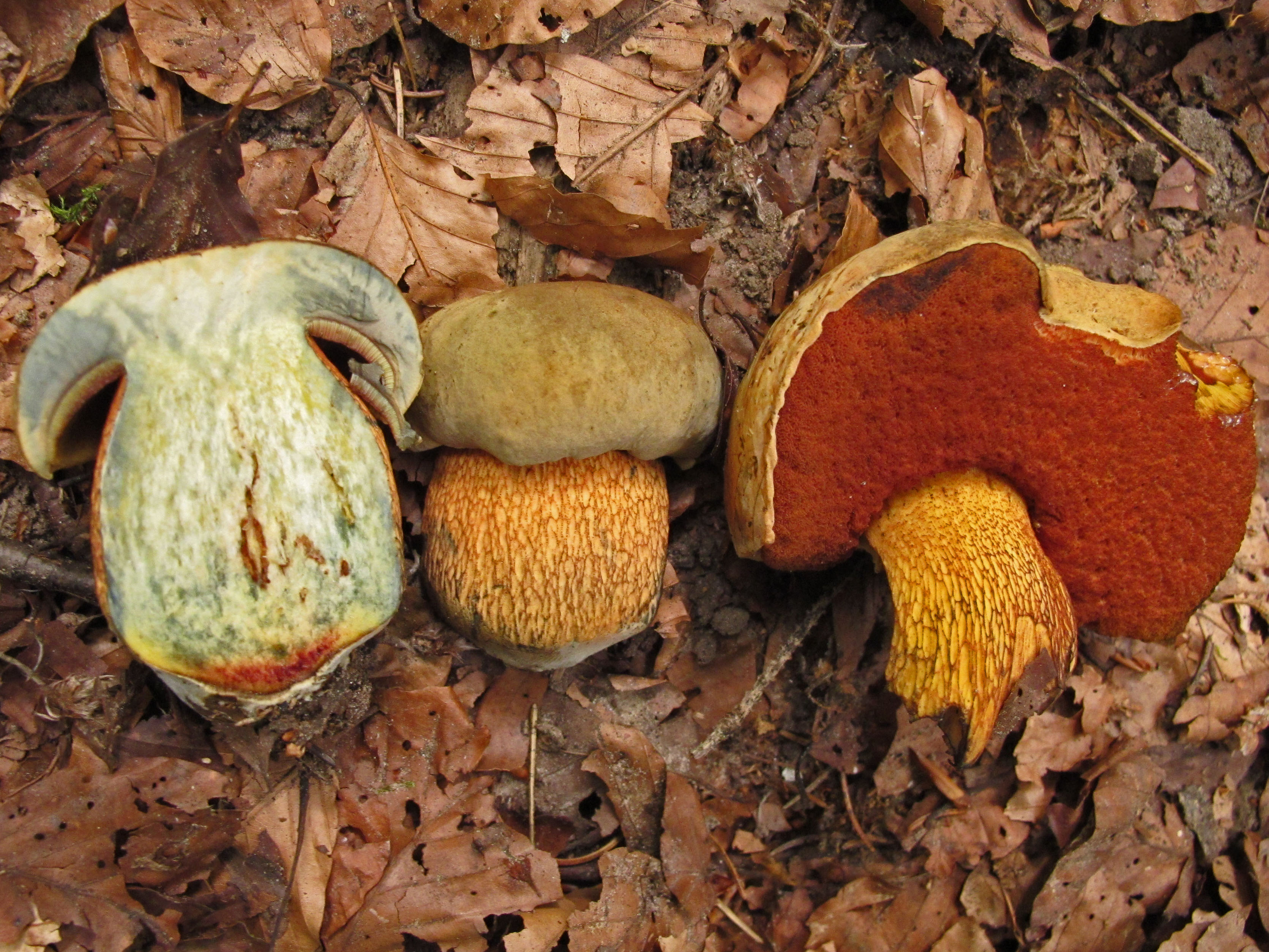
Netzstieliger Hexen-Röhrling Suillellus luridus
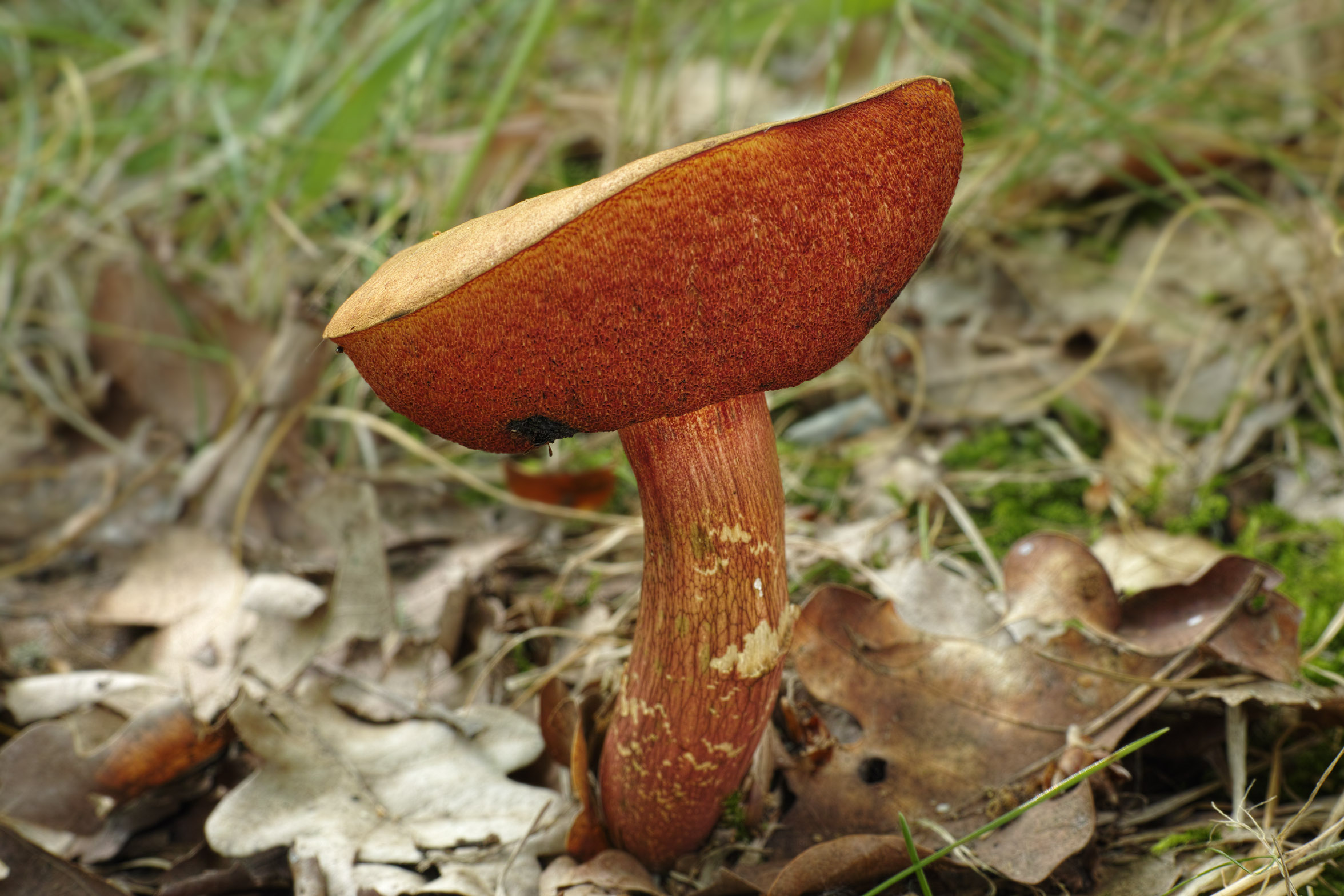
Kurznetziger Hexen-Röhrling Suillellus mendax
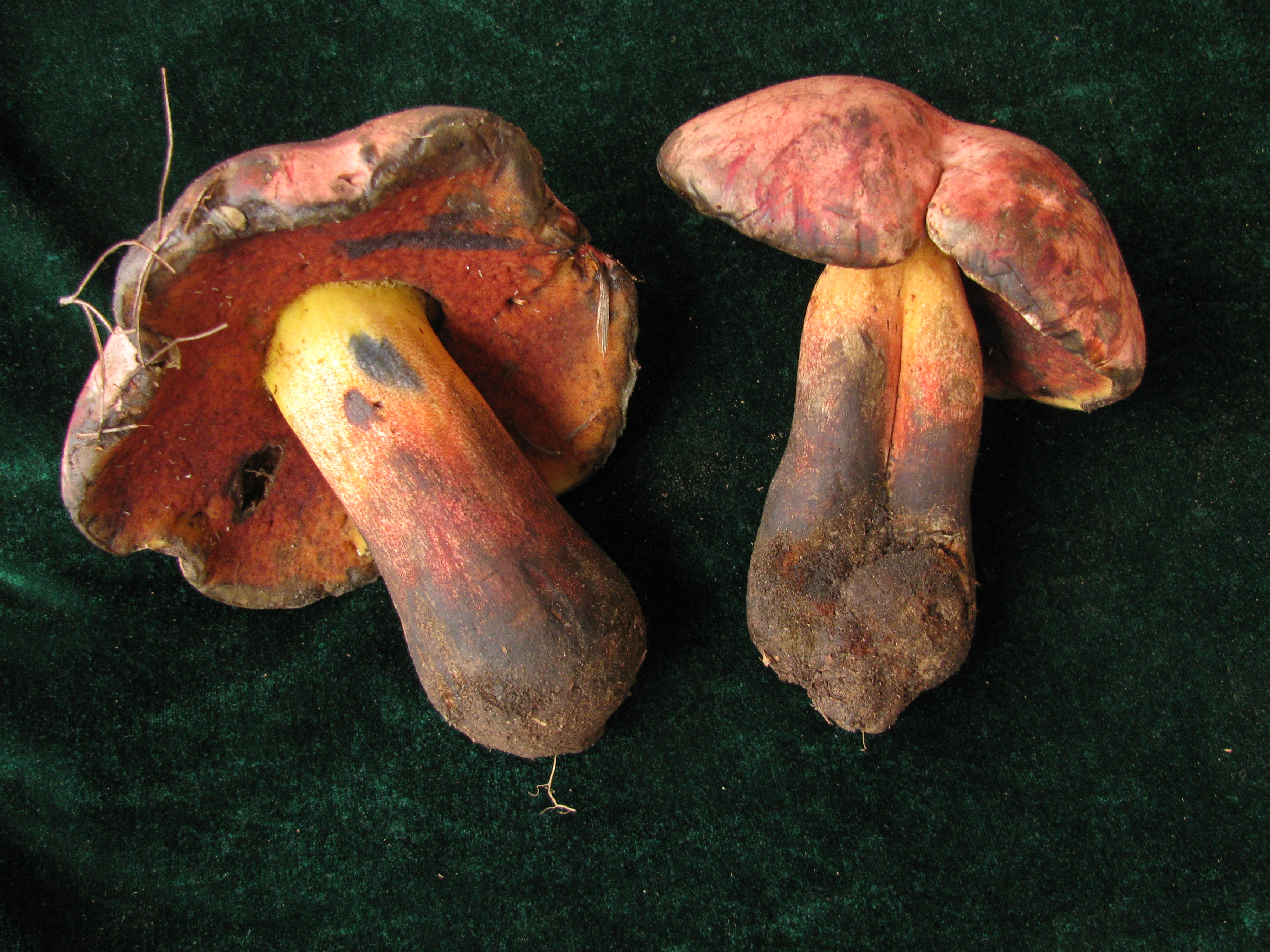
Glattstieliger Hexen-Röhrling Suillellus queletii

## Systematik
Die Gattung Suillellus wurde 1909 durch den amerikanischen Mykologen William Alphonso Murrill (1869–1957) mit Suillellus luridus (original beschrieben als Boletus-Art) als Typusart aufgestellt. Das Taxon verschwand später in der Synonymie von Boletus, wurde aber 2014 durch Alfredo Vizzini wieder aufgegriffen, nachdem molekulare Untersuchungen ergaben, dass die Artengruppe um den Netzstieligen Hexen-Röhrling einen eigenen stammesgeschichtlichen Zweig bildet.